# 上柳橋
上柳橋（かみやなぎばし）は、広島県広島市の京橋川に架かる道路橋。下流側に水道橋が併設されている。

## 概要
広島市道中広宇品線（駅南通り）筋の橋として1966年（昭和41年）10月竣工。
京橋川と猿猴川の分流点「台屋の出鼻」のすぐ下流にある。上流には栄橋、下流に市内最古の鋼橋である京橋があり、双方ともに被爆橋梁である。上柳橋の架橋により、この橋は京橋川の分岐点からみて最上流の橋梁となった。
東詰交差点が駅西高架橋の南詰交差点となる。さらに道沿いに東へ行くと南に広島グランドインテリジェントホテル、北に駅前大橋南詰交差点となり、北側に進むとJR広島駅にたどり着く。西にはエリザベト音楽大学や広島市立幟町小学校、道沿いに進むと広島城や広島県庁、広島合同庁舎などがある市中心部となる。
右岸側は上流側の栄橋から京橋までの間にはさまざまな造りの雁木が約20mおきに残っている。 現在判明している限りにおいて全国最大の河川舟運用の雁木群である。 さらに市により「東部河岸緑地」として整備されており、2004年から水辺の環境を活かしてオープンカフェが開店している。
また、右岸側下流側には被爆樹木であるシダレヤナギとエノキが残っている。
高速5号線開通に向けて車線を確保する目的で、拡幅工事が始まった。